# Yugawa (Fukushima)
Yugawa (湯川村 Yugawa-mura?) es una villa localizada en la prefectura de Fukushima, Japón. En junio de 2019 tenía una población de 3.059 habitantes y una densidad de población de 187 personas por km². Su área total es de 16,37 km².

## Geografía

### Municipios circundantes
- Prefectura de Fukushima
  - Aizuwakamatsu
  - Kitakata
  - Aizubange

## Demografía
Según datos del censo japonés, la población de Yugawa ha disminuido en los últimos años.
| Año del censo | Población |
| ------------- | --------- |
| 1995          | 3.642     |
| 2000          | 3.601     |
| 2005          | 3.570     |
| 2010          | 3.364     |
| 2015          | 3.206     |